# Ren Xiujuan
Ren Xiujuan, Chinees:任秀娟, (Dalian, 14 september 1974) is een Chinese langeafstandsloopster, die is gespecialiseerd in de marathon. Ze werd meervoudig Chinese kampioene op deze discipline en schreef verschillende marathons op haar naam.
In 1995 en 1996 won ze de marathon van Peking. Op de Olympische Spelen van 1996 in Atlanta werd ze negende en kort hierna won ze het WK halve marathon in Palma in 1:10.39. In hetzelfde jaar verbeterde ze haar PR op de 10.000 m tot 31:13.21. Op de wereldkampioenschappen atletiek 1997 in Athene werd ze vijfde op deze afstand.
Op de Olympische Spelen van 2000 in Sydney werd ze negende. Op de marathon van Peking datzelfde jaar werd ze derde in een persoonlijk record van 2:24.22.

## Titels
- Wereldkampioene halve marathon - 1996
- Chinees kampioene marathon - 1994, 1996, 2000

## Persoonlijke records
| Onderdeel | Prestatie | Datum           | Plaats  |
| --------- | --------- | --------------- | ------- |
| 5000 m    | 15.49,90  | 26 maart 2000   | Kanton  |
| 10.000 m  | 31.13,21  | 8 mei 1996      | Nanking |
| marathon  | 2:24.22   | 14 oktober 2001 | Peking  |

## Palmares

### 10.000 m
- 1997: 5e WK - 31.50,63

### Halve marathon
- 1996:  WK in Palma de Mallorca - 1:10.39

### Marathon
- 1994:  marathon van Dalian - 2:35.59
- 1995:  marathon van Peking - 2:30.00
- 1996:  marathon van Peking - 2:27.13
- 1996: 9e OS in Atlanta - 2:31.21
- 1997: 5e marathon van Peking - 2:28.52
- 1997: 4e marathon van Osaka - 2:28.54
- 1997: 12e Londen Marathon - 2:30.11
- 1999: 4e marathon van Nagano - 2:33.58
- 2000:  marathon van Jinan - 2:25.32
- 2000: 4e marathon van Praag - 2:33.05
- 2000:  Marathon van Jinan - 2:25.32
- 2000:  Marathon van Peking - 2:24.22
- 2000: 10e OS in Sydney - 2:27.55
- 2000: 5e marathon van Honolulu - 2:34.03
- 2001:  marathon van Peking - 2:24.22
- 2001:  marathon van Jinan - 2:33.23